# Acantholeria vockerothi
Acantholeria vockerothi är en tvåvingeart som beskrevs av Walter Leopold Victor Hackman 1969. Acantholeria vockerothi ingår i släktet Acantholeria och familjen myllflugor. Inga underarter finns listade i Catalogue of Life.